# Algans e Lastens
Algans e Lastens (en francès Algans) és un municipi occità del Tolosà, en el Llenguadoc, situat al departament del Tarn i a la regió d'Occitània.

## Demografia
| 1836                                       | 1962 | 1968 | 1975 | 1982 | 1990 | 1999 | 2006 | 2017 |
| ------------------------------------------ | ---- | ---- | ---- | ---- | ---- | ---- | ---- | ---- |
| 630                                        | 270  | 217  | 171  | 161  | 176  | 200  | 217  | 203  |
| Des de 1962: població sense dobles comptes |      |      |      |      |      |      |      |      |

## Administració
| Període   | Identitat        | Partit |
| --------- | ---------------- | ------ |
| 1995-2001 | Félix Brando     |        |
| 2001-2020 | Christian Mas    |        |
| 2020-     | Roland Sabarthès |        |